# Sri Lanka en los Juegos Paralímpicos de Tokio 2020
Sri Lanka estuvo representada en los Juegos Paralímpicos de Tokio 2020 por nueve deportistas, ocho hombres y una mujer.

## Medallistas
El equipo paralímpico esrilanqués obtuvo las siguientes medallas:
| Nombre             | Deporte   | Evento                 |
| ------------------ | --------- | ---------------------- |
| Oro                |           |                        |
| Dinesh Priyantha   | Atletismo | Jabalina F46 masculino |
| Plata              |           |                        |
| —                  |           |                        |
| Bronce             |           |                        |
| Dulan Kodithuwakku | Atletismo | Jabalina F64 masculino |